# Bonaventura Abella i Abella
Bonaventura Abella i Abella (Isona, 1863 - Claravalls, 1913) va ser un prevere i escriptor català. Ordenat el 1887 al seminari de la Seu d'Urgell, va dirigir escoles a Guissona i Agramunt i va ser rector d'Oliola, Abella, Santa Linya i Claravalls.
Amb el pseudònim Lo pagès de la Masia, Lo padrinet, va escriure amb històries moralitzadores en textos on s'intueixen molts aspectes de com era la vida pagesa pallaresa d'aquell moment, a través del diàleg entre un avi i el seu net. També se li atribueix un llibre sobre la feina del pagès durant el transcurs de l'any, a través del pseudònim Tarifa per als pagesos.